# Speocera bosmansi
Speocera bosmansi is een spinnensoort uit de familie Ochyroceratidae. De soort komt voor in Celebes.